# Ames Kutatóközpont

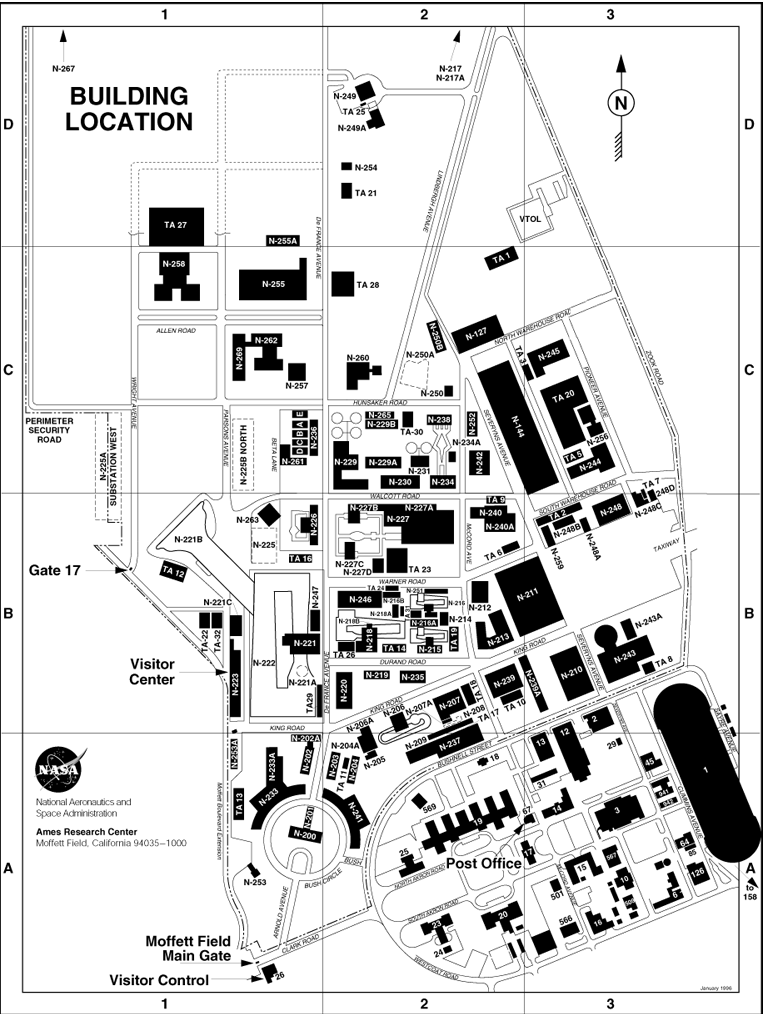
A NASA Ames Research Center térképe

A NASA Ames Research Center (ARC) a NASA egyik űrközpontja Kalifornia hegyes vidékén, Moffett Field közelében. Gyakran csak NASA Ames néven említik. Fontos szerepe van a jelenleg is folyó Mars-kutatásban.

## Története
A NASA  Ames Kutatóközpontot 1958-ban vette át a NASA. Magát a kutatóintézetet már a NACA korában repüléstani kísérleti központnak használták, melyet 1939-ben alapítottak. Ez volt a korabeli NACA második ilyen kutatóközpontja. Az Ames Aeronautical Laboratory nevű alapintézményt a NACA egykori elnökéről, Joseph Sweetman Amesről nevezték el.
A Moffett Fieldben található Ames Űrközpont legfontosabb kísérleti berendezései a NACA idejétől fogva fejlesztett szélcsatornák. Ugyancsak ide tartoznak az egyetemekkel közösen fejlesztett laboratóriumok is. A következő egyetemeket ezért az Ames Campushoz sorolják:
- Carnegie Mellon Silicon Valley,
- University Affiliated Research Center (UARC) (University of California, Santa Cruz),
- SJSU Metropolitan Technology Center (a San Jose State University része),
- The Space Technology Center (STC) (a San Jose State University szervezésében).

## Fő profil
Az ARC az aeronautikai kutatásokban, az élettani, az űrtudományi, és a hozzájuk kapcsolódó technológiai kutatásokban játszik vezető szerepe. Fontos terület még az informatika területén végzett kutatás, a robotok, a gépi tanulás és a mesterséges intelligencia fejlesztése.

## Űreszközök fejlesztése
A NASA Ames számos űrszonda kifejlesztésében vett részt.  Ilyenek az LCROSS, a SOFIA, a KEPLER), valamint az Orion űrhajó is. Korábban a Pioneer űrszondák fejlesztésében vett részt. Ezek között a legnevesebb a Pioneer–10 és a Pioneer–11 űrszondák, az elsők, amik elhagyták a Naprendszert, valamint a Pioneer Venus-program keretében készült Pioneer–12 és Pioneer–13 űrszondák.
Fontos fejlesztés volt a Lunar Prospector űrszonda. Ezt az űreszközt a NASA, a Discovery nevű fejlesztési program keretében alakította ki. A Hold körüli alacsony poláris pályán a  Hold felszíni összetételét mérte sugárzásos módszerekkel, felfedezte a lehetséges poláris jég nyomait is (neutronsugárzásos módszerrel), mérte a Hold gravitációs és mágneses terét. Ugyancsak sikeres fejlesztés volt a Phoenix űrszonda, amely a Marsra szállt le simán és fontos új ismereteket közölt a légköri kicsapódásokról, a folyadékok jelenlétéről, a tundra jellegű fagyott talajszerkezetről, stb. Robotkarjával mintát vett a talajból és jeget talált néhány centiméteres mélységben. A marsi élet kutatása terén jelenleg is folyik a Mars Science Laboratory fejlesztése.
A Lunar CRater Observation and Sensing Satellite (LCROSS) űrszonda folytatja a víz keresését a Holdon. Ezt az űrszondát a Lunar Reconnaissance Orbiter, (LRO) társaságában bocsátották fel és 2009 októberére tervezték a holdi pólusba történő irányított becsapódását. A Kepler a NASA exobolygó kereső szondája. A SOFIA Stratospheric Observatory for Infrared Astronomy német-amerikai együttműködésben épülő űrszonda. A rajta lévő távcsövet készítik a Német Űrügynökség szakemberei. Ugyancsak Ames Központ szervezésű lesz a LADEE (Lunar Atmosphere Dust Environment Explorer) űrszonda is, amely a Hold ritka légkörének elektrosztatikus viszonyait kutatja. (Ennek érdekessége, hogy az egyik műszer fő irányítója a magyar származású Horányi Mihály (Colorado Egyetem, Denver). Ez a szonda 2011-ben indult útjára).

## Információtechnológiai fejlesztések
Az Ames Űrközpont a NASA egyik legnagyobb mesterséges intelligencia fejlesztő intézménye. Ezek nem csak a Space Shuttle és a Nemzetközi Űrállomás működtetéséhez hasznosak, hanem a jövőbeli űrtudományi fejlesztésekhez is. Ezeket a kutatásokat a Deep Space–1, a marsi MER roverek (Mars Exploration Rovers) és a Phoenix űrszonda esetében is már hasznosították. Ugyancsak hasznosultak a modern képfeldolgozási eljárásoknál is.

## Becsapódási kísérletek
A planetáris geológia területén az Ames Központ kísérleti ágyúja is fontos szerepet kap az ütköztetési kísérletekben. Ennek segítségével 0,5-től 7 km/s sebességig lehet ütközési kísérleteket végezni. A céltárgy kamrája 2,5 méter átmérőjű. A benne előállítható vákuum nyomása 4 pascal, és különféle gázokkal is megtölthető. Gyorsfilmezéssel követik a becsapódási eseményt.

## Légkörbe belépési és felszínre történő megérkezési kísérletek
Fontos légköri belépési és felszínre történő megérkezési méréseket is végeztek az Ames Űrközpontban. Ezeket ugyanúgy használták a földi légkörbe belépő űrhajók (Mercury, Gemini, Apollo és az űrrepülőgép) esetén, mint később a bolygók légkörébe történt leszállás tervezésénél. (Viking, Pioneer Venus, Galileo, MSL).

## Egyéb műszaki kapcsolatok
Számos ipari kapcsolat is kötődik az Ames Űrközponthoz. Az egyik a Google, amely hosszú távú együttműködést kötött az Ames Research Centerrel. Fut egy együttműködés a NASA Ames,  a Google, és a Carnegie Mellon University között azzal a céllal, hogy különlegesen nagy méretű földi felvételeket készítsenek (Gigapan Project). Egy másik közös munkaterv a Google Moon (Google Hold) és a Google Mars program is. Együttműködés van a Hewlett-Packard céggel is a Bio-Info-Nano kutatások és fejlesztések területén. Ebbe az együttműködésbe az University of California Santa Cruz és a NASA más egységei is bekapcsolódtak.

## A NASA Ames központ mellett működő múzeumok
A NASA Ames Research Center mellett működik egy tudománytörténeti és technológiai múzeum és oktatóközpont is. Ennek kiállításán interaktív eszközökön keresztül is ismerkedhetnek a diákok és tanáraik a NASA tevékenységével, az alkalmazott technológiákkal, anyagokkal, az űrrepülésekkel, űrszondákkal. Holdkőzetek, meteoritok és más geológiai minták is szerepelnek  a kiállításon. Az űrszinházban pedig a NASA Mars és bolygókutatását mutatják be.
Ugyancsak a NASA Ames neves kiállításai közé tartozik a Carl Sagan Központ az Élet tanulmányozására a Kozmoszban. Ez a múzeum a neves űrkutatónak, Carl Sagannak a munkássága nyomán született.

## Külső hivatkozások
- A NASA Ames Research Center honlapja
- NASA Ames Exploration Centerjéről
- Az Ames központhoz kapcsolódó egyetemek
- A NASA Ames Kutatóparkjai
- Az Ames Research Center története 1940-1965 között' (NASA SP-4302, 1970)
- Planetáris Google Program